# Gmeinder V 12-16

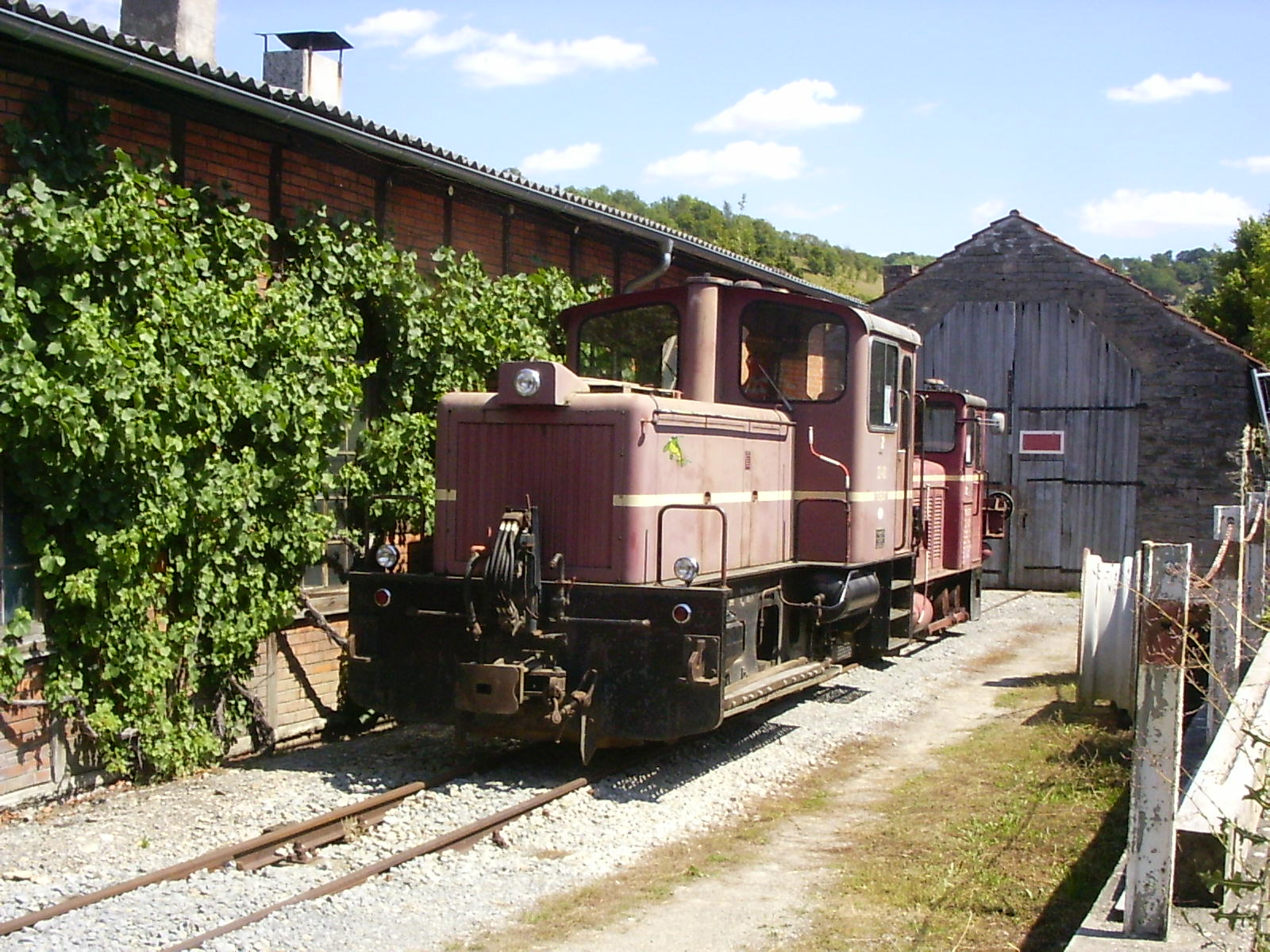
Gmeinder V 12-16 der Jagsttalbahn in Dörzbach

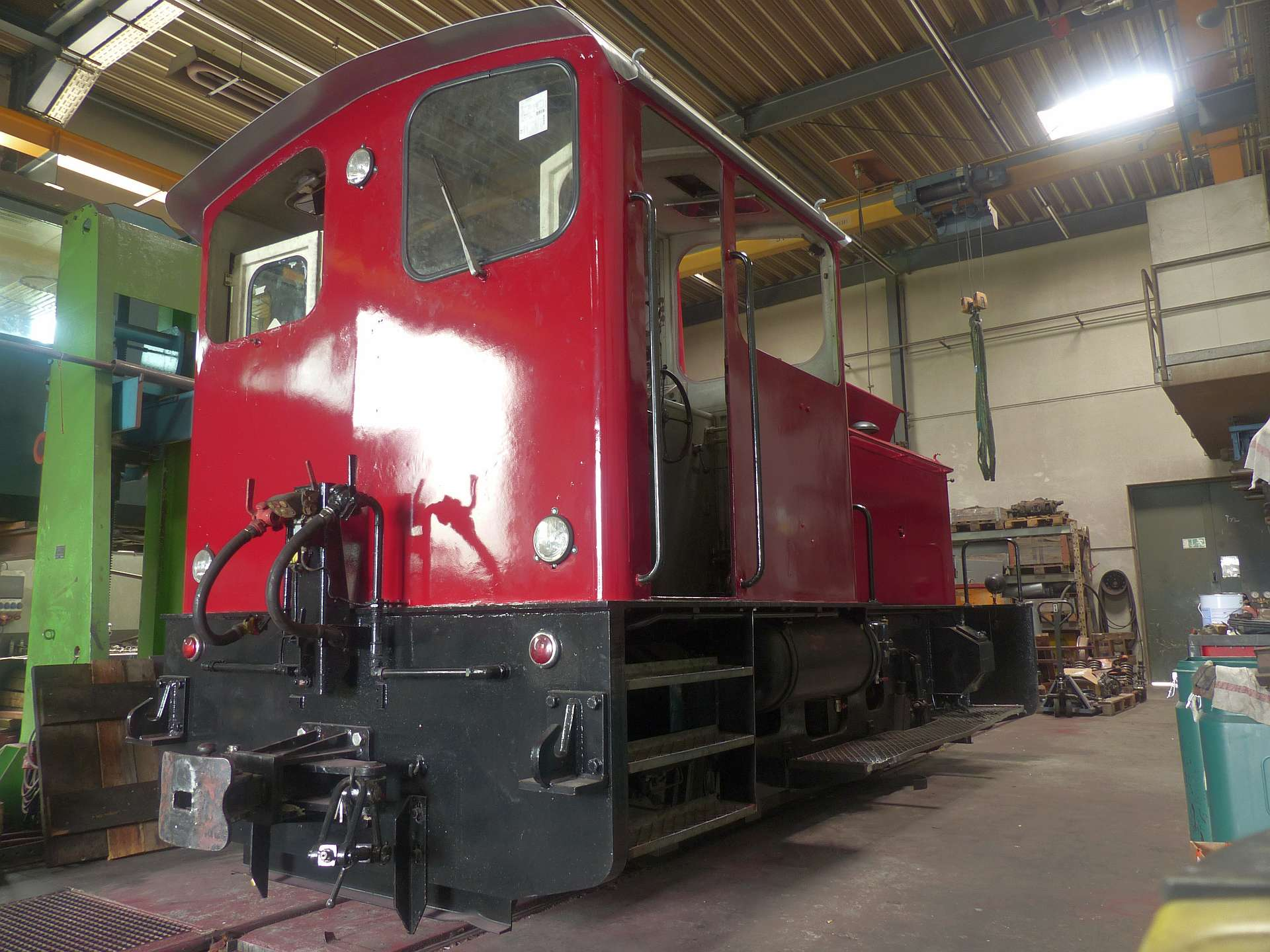
Gmeinder V 12-16 der Jagsttalbahn beim Öchsle

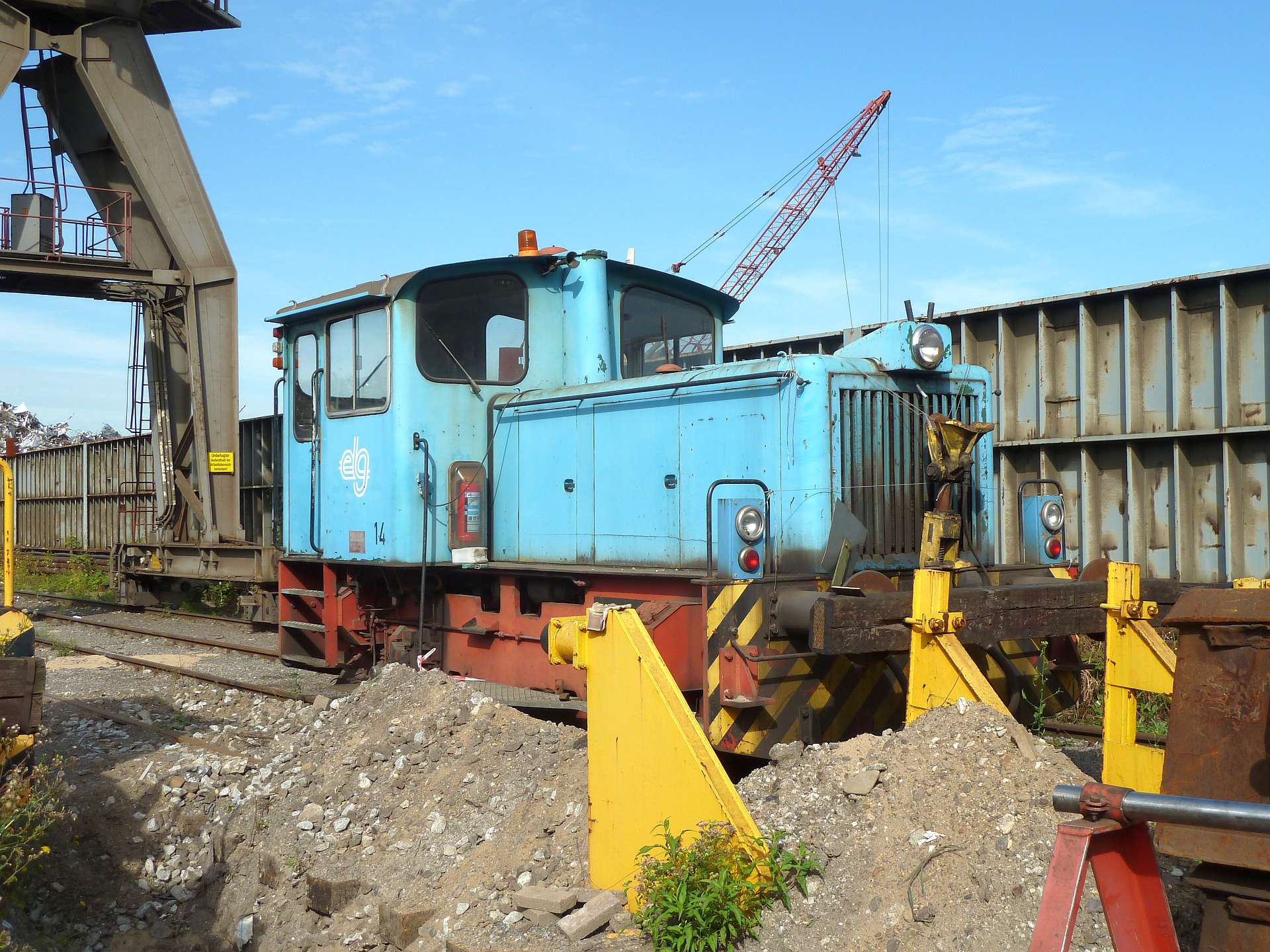
Gmeinder V 12-16 bei einem Industriebetrieb in Duisburg/Ruhrort

Die Gmeinder V 12-16  ist eine leichte Diesellokomotiv-Bauart des Herstellers Gmeinder.

## Bezeichnung
Parallel zur Ende der 1960er Jahre auslaufenden Bezeichnung von Lokomotivtypen bei Gmeinder – lediglich anhand ihrer Leistung oder
Leistungsklasse wie bei der V 12-16 – wurde zu jener Zeit bei auch schon eine Typenbezeichnung als
Kombination aus Antriebsart, Leistungsklasse und Achsfolge wie zum Beispiel bei den D 15 B, D 25 B und D 35 B eingeführt. Allerdings wurde diese Bezeichnung dann auch bei wesentlichen Neukonstruktionen innerhalb der jeweiligen Leistungsklasse unverändert weitergeführt. Das Nebeneinander von Bezeichnungen ging so weit, dass sogar ein und dieselbe Lokomotive mit zwei verschiedenen Typenbezeichnungen in der Literatur auftaucht, so sollen die zwei nach Togo gelieferten Maschinen im Prospekt schon als D 15 B bezeichnet worden sein. Eine offizielle Lieferliste der Firma Gmeinder gibt es nicht.

## Technik
Die Lokomotive bestand aus einem sehr stabilen Rahmen aus Blechplatten und besaß einen MAN-Sechszylinder-Reihenmotor mit einem Hubraum von 6.660 cm³. Die Kraftübertragung erfolgte dieselhydraulisch über Kardanwellen auf die Achsen. Die Radsatzlager waren mit Metall-Gummi-Fassungen ausgelegt.
Äußerlich unterscheiden sich die für schmalere Spurweiten gelieferten Lokomotiven durch ein schmales Führerhaus und eine schmalere Pufferbohle. Die mit der Zeichnungsnummer PL 20231 für die Jagsttalbahn gelieferten Maschinen verfügten über eine pneumatische Vielfachsteuerung und waren in Doppeltraktion einsetzbar. Die Lokomotiven waren aus Gründen der Kühlluftzuführung stets Führerstand an Führerstand gekuppelt.

## Lieferungen
1965 wurden zeitgleich mit der ersten unter der Fabriknummer 5362 an die Hibernia Chemie in Herne gelieferten V 12-16 zwei weitere Maschinen mit den Fabriknummern 5363 und 5364 als DH 6 und DH 7 über die Gebrüder Steffen & Co, AFRIC Consulting GmbH, Stuttgart für die S.T.I.E.S.O. Societé Togolais d’Installation et d’Equipement de second Oeuvre S.A.R.L., Lomé [Togo] fertiggestellt und in der Spurweite 1000 mm an die Staatsbahn Chemin de fer du Togo CFT geliefert.
Die Auslieferung der vierten Maschine dieses Typs mit der Fabriknummer 5369 erfolgte Anfang 1966 an einen Industriebetrieb in Mannheim/Rheinau.
Im gleichen Jahr gingen die mit den Fabriknummern 5413 und 5414 Lokomotiven als V 22 01 und V 22 02 in 750 mm Spurweite an die
Südwestdeutsche Eisenbahn-Gesellschaft (SWEG) für deren Schmalspurbahn im Jagsttal.
1968 folgten zwei weitere Lokomotiven in der Spurweite 1435 mm an die Stadtwerke München für deren U-Bahn. Sie wurden unter den Fabriknummern 5445 und 5446 hergestellt und wurden als "8901" und 8902" in Dienst genommen.
Unter der Bezeichnung D 15 B wurden drei Maschinen von 1969 bis 1980 geliefert. Nur die erste davon mit der Fabriknummer 5412 gleicht der V 12-16 weitgehend, die späteren Lieferungen weisen Änderungen auf, wie sie auch bei der Gmeinder D 25 B im Laufe der sich über vier Jahrzehnte erstreckende Lieferzeit Eingang in die Konstruktion gefunden haben.
Jene erste D 15 B in explosionsgeschützter Bauweise wurde nach Österreich verkauft und rangierte anfänglich als Nummer 2 in der Raffinerie Petro-Chemie, Groß Schwechat am Wiener Flughafen.

## Einsatz
Der Erstling in Herne ist unverändert an seinem ursprünglichen Einsatzort vorhanden, nur der Eigentümer hat mehrfach gewechselt und hieß zuletzt Evonik.
Eine der beiden nach Togo gelieferten Maschinen war im Jahre 2001 noch im Hafen der Hauptstadt Lome aktiv und rangierte eine Deutz-Lok zur Verladung zum Transport zurück an deren ursprünglichen Einsatzort zur Selfkantbahn. Die Westafrikanische Zementgesellschaft (WACEM, ehemalige Cimtogo) hat die Strecke vom östlichen Hafen in Lomé über Agbalépédogan und Togblékové bis Tabligbo 2002 übernommen und wird von RITES (Rail India Technical and Economic Services) betrieben. Wenigstens eine der Gmeinder-Loks soll in Tabligbo im Jahre 2007 für Rangierzwecke weiter im Einsatz sein.
Die Mannheimer Werkslokomotive soll 2014 bei einem Lokomotivhändler in Westfalen verschrottet worden sein.
Beide Lokomotiven der SWEG übernahmen 1965 den kompletten Güterverkehr auf der Jagsttalbahn. Leichte Züge mit bis zu sechs aufgebockten Regelspurwagen konnten von einer Lokomotive alleine gefahren werden, schwerere Züge bis zu 600 t Masse wurden in Doppeltraktion befördert. Im Betriebsdienst erhielten die Doppelbespannung daraufhin die Bezeichnung Jagsttalkrokodil. Beide Lokomotiven erhielten um 1980 einen Tauschmotor und wurden 2002 dem Museumsbahnverein Jagsttalbahn AG, Dörzbach übergeben. Eine davon ist an die Öchsle-Schmalspurbahn ausgeliehen.
Die beiden zuletzt gelieferten Maschinen für die U-Bahn München wurden Ende der 1990 Jahre über einen Händler in die Schweiz verkauft und bei Gmeinder auf 1000 mm umgespurt. Sie sind unverändert für die Schweizer Fahrleitungsbaufirma Furrer+Frey AG im Einsatz.
Das als D 15 B nach Österreich gelieferte Exemplar ging bereits 1991 an die Museumsbahn Nostalgiebahnen in Kärnten (NbiK) und unterstützt dort mit der fiktiven Nummer „2061 201“ die Dampfzüge zwischen Weizelsdorf und Ferlach im Rosental.